# Thelypteris reptans
Thelypteris reptans är en kärrbräkenväxtart som först beskrevs av Johann Friedrich Gmelin, och fick sitt nu gällande namn av Morton. Thelypteris reptans ingår i släktet Thelypteris och familjen Thelypteridaceae. Utöver nominatformen finns också underarten T. r. tenera.